# Academia de Tecnología de Propulsión Líquida Aeroespacial
La Academia de Tecnología de Propulsión Líquida Aeroespacial o AALPT (siglas del inglés Academy of Aerospace Liquid Propulsion Technology; en chino: 航天推进技术研究院; 航天六院) es un conglomerado empresarial que desarrolla motores cohete de propulsión líquida y sistemas de guiado de lanzadores espaciales chinos. Emplea a unas 10.000 personas en unas diez entidades ubicadas en la región de Shaanxi. AALPT es una filial de la Corporación de Ciencia y Tecnología Aeroespacial de China (CASC).

## Actividad
AALPT desarrolla principalmente motores cohete de propulsión líquida para lanzadores espaciales chinos. Es en sus instalaciones donde se producen los motores YF-77 y YF-100, que impulsarán la familia de lanzadores Larga Marcha 5 en desarrollo. El conglomerado reagrupa cinco centros de investigación y cuatro fábricas.

## Historia
AALPT se creó alrededor de 1970 con el nombre de base 067 en Monte Quinling en Shaanxi como parte de la industrialización de lo que se llamó la tercera línea, es decir, las regiones interiores del suroeste de China. Luego, la empresa se concentró en la capital regional, Xi'an.